# Tipula (Lunatipula) miwok
Tipula (Lunatipula) miwok is een tweevleugelige uit de familie langpootmuggen (Tipulidae). De soort komt voor in het Nearctisch gebied.